# Émile Buisset
Émile Buisset est un homme politique, avocat belge et militant wallon, membre du Parti libéral, né à Charleroi le 29 juin 1869 et mort dans cette ville le 7 février 1925.

## Biographie

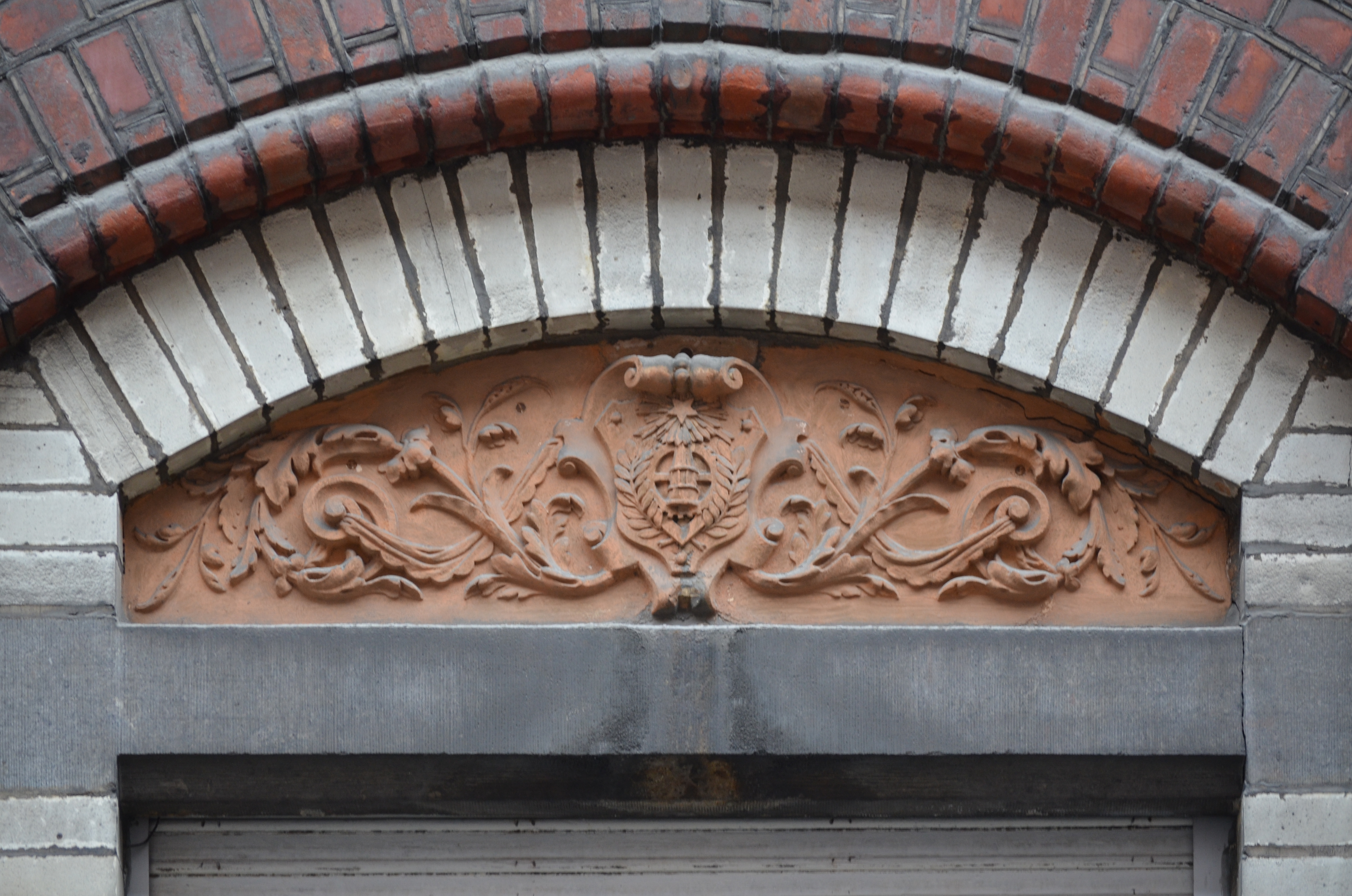
Emblème de la loge maçonnique La Charité sur sa maison à la rue de Montigny.

Émile Alphonse Parfait Buisset, né à Charleroi le 29 juin 1869, est issu d'une famille bourgeoise. Il est le fils d'Augustin Buisset, agent de charbonnage, et de Sidonie Colbeau. 
Il fait ses études secondaires à l'Athénée Royal de Charleroi et poursuit avec des études universitaires à l’Université de Liège. Reçu docteur en droit à 21 ans, il fait son stage d'avocat à Bruxelles puis revient s'inscrire comme avocat au barreau de Charleroi dont il devient bâtonnier.
Dans sa jeunesse, il est un grand amateur de cyclisme et l'un des fondateurs de l'association cycliste de Charleroi « Charleroi-Vélo-Sport ». Il adhère  également à la loge maçonnique de Charleroi « La Charité ». 
Il se marie en 1894 avec Marie Vigneron et a deux fils et une fille mariée à Albert Devèze, député de Bruxelles.
Pendant la Première guerre mondiale, il se dévoue à toutes les œuvres : secours, ravitaillement (notamment par un appel à la Nation américaine publié dans les journaux internationaux et sa participation dans le Comité de secours et d'alimentation initié par Ernest Solvay), défense en justice des citoyens devant les conseils militaires allemands et dirige à Charleroi l'agence de renseignements que préside à Bruxelles l'échevin Adolphe Buyl.

### Carrière politique
En 1898, il redonne vie à l'Association libérale de Charleroi qui était entrée en léthargie à partir de 1894 et en devient le secrétaire général. Ardent débatteur, il déploie une grande activité politique au niveau communal et national. Il est élu conseiller communal le 4 janvier 1904 puis, la même année, échevin des Finances de Charleroi, mandats qui seront presque constamment renouvelés. Cette même année, il est élu député à la Chambre des Représentants et y sera réélu jusqu'à son décès le 7 février 1925. 
Dès les années 1900, il attire l'attention de ses concitoyens sur la question wallonne dans la Gazette de Charleroi. Il est un fervent régionaliste de la Wallonie dont il se plaît à raconter l'histoire, les mérites artistiques et les traditions. Il prépare un projet de séparation administrative pour le Congrès wallon de 1912. Il siège à l'Assemblée wallonne à partir de juillet 1919 qu'il quitte en 1923 avec les fédéralistes comme Jules Destrée. Se refusant à l'idée d'une nation belge et fervent défenseur de l'unilinguisme en Belgique, il milite pour une autonomie wallonne plus grande. En 1924, il siège à la commission d’études autonomistes voulue par le Congrès d’Action wallonne.
En 1919, il est nommé président de l'Association libérale de Charleroi. Il devient bourgmestre de Charleroi le 22 juillet 1921 et reste à ce poste jusqu'à son décès. 
Il est également Président du Bureau administratif de l'Athénée Royal de Charleroi et administrateur de La Gazette de Charleroi, journal carolorégien à tendance libérale.

## Citations
- « Le peuple flamand, par de nombreux côtés, est plus proche du peuple néerlandais que du peuple wallon, lequel est étroitement apparenté au peuple français dont il partage la civilisation. »

## Hommages et distinctions
La ville de Charleroi lui organise des funérailles officielles le 11 février 1925. La « Place Émile Buisset » à la Ville-Basse de Charleroi perpétue sa mémoire depuis le 7 avril 1925 ;
La distinction belge suivante lui a été décernée par le roi Albert Ier:
- Officier de l'ordre de Léopold avec rayure d'or en 1919.